# Aramengo
Aramengo (en français : Aramingue) est une commune italienne de moins de 1 000 habitants située dans la province d'Asti dans le Piémont.

## Géographie
Aramengo est située dans une zone collinaire, dans la partie nord de la province d'Asti, à 33 km. du chef-lieu provincial. Le territoire de la commune se trouve à une altitude comprise entre 250 et 490 mètres.

## Histoire
Un document atteste qu'Arduin d’Ivrée, auto-proclamé roi d’Italie en 1002, concéda un fief héréditaire à Manfredo XII di Brozolo, fief qui concernait un vaste territoire dans lequel se trouvait la localité d'Aramengo.

## Administration
| Période                                  | Période | Identité           | Étiquette | Qualité |
| ---------------------------------------- | ------- | ------------------ | --------- | ------- |
|                                          |         | Francesco Tavolato |           |         |
| Les données manquantes sont à compléter. |         |                    |           |         |

### Communes limitrophes
Albugnano, Berzano di San Pietro, Casalborgone, Cocconato, Passerano Marmorito, Tonengo

## Monuments

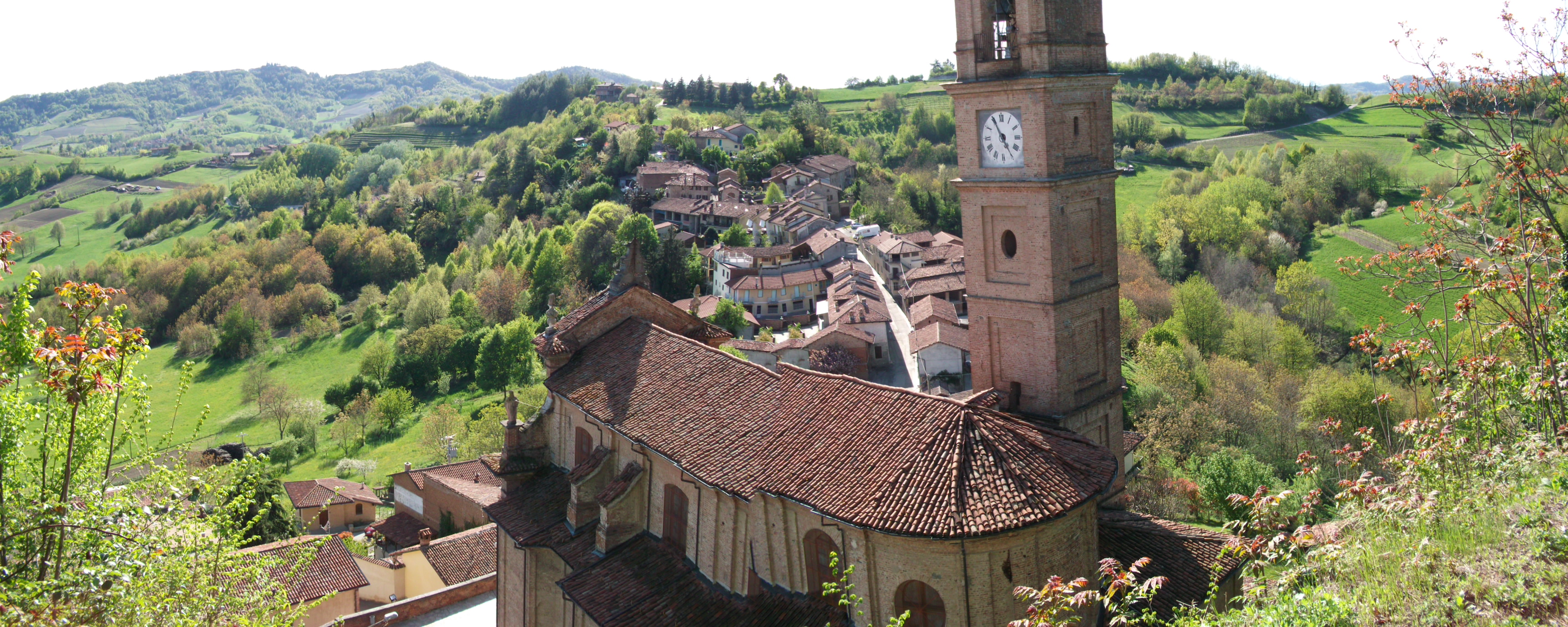
Panorama

- Église San Giorgio ;